# Poicephalus
Poicephalus és un gènere d'ocells de la família dels psitàcids.

## Llista d'espècies
Aquest gènere està format per 9 espècies:
- lloro nyam-nyam (Poicephalus crassus).
- lloro capbrú (Poicephalus cryptoxanthus).
- lloro caragroc (Poicephalus flavifrons).
- lloro frontvermell (Poicephalus gulielmi).
- lloro de Meyer (Poicephalus meyeri).
- lloro robust (Poicephalus robustus).
- lloro de Rüppell (Poicephalus rueppellii).
- lloro de ventre taronja (Poicephalus rufiventris).
- lloro del Senegal (Poicephalus senegalus).